# جاي تي سميث
جاي تي سميث (بالإنجليزية: J. T. Smith)‏ هو لاعب كرة قدم أمريكية أمريكي، ولد في 29 أكتوبر 1955 في ليونارد في الولايات المتحدة.

## وصلات خارجية
- جاي تي سميث على موقع مرجع كرة القدم المحترفة.كوم (الإنجليزية)